# Turisme i Norge
Turisme i Norge består især af turister fra de omkringliggende lande og Nordeuropa. I 2018 bidrog det med 4,2 % til landets bruttonationalprodukt.
I 2019 lå Norge på en 22. plads i World Economic Forums Travel and Tourism Competitiveness Report. Omkring 7 % af landets arbejdsstyrke er besæftiget inden for turistbranchen. Turismen er sæsonbetonet i Norge, hvor mere end halvdelen af alle turister besøger landet mellem maj og august.

## Seværdigheder
Norges vigtigste seværdigheder er de varierede landskaber, som strækker sig over Polarcirklen. Landet er kendt for sine mange fjorde og fjelde, skisportssteder, søer og skove. Populære turistmål i Norge inkluderer mange af landets største byer som Oslo, Ålesund, Bergen, Stavanger, Trondheim, Kristiansand, Arendal, Tromsø, Fredrikstad og Tønsberg. Store dele af den norske natur er stadig uberørt, hvilket tiltrækker mange vandrere og skiløbere. Preikestolen og Trolltunga er blandt de mest populære steder til at tage selfies i fjeldene.
Fjordene, bjergene og vandfaldene i Vest- og Nordnorge tiltrækker hvert år flere hundrede tusinde udenlandske turister. I byerne er attraktioner som Holmenkollbakken i Oslo og det rekonstruerede vikingeskib Saga Oseberg i Tønsberg populære, ligesom det hanseatiske Bryggen i Bergen, Vigelandsanlegget i Frognerparken i Oslo, Nidarosdomen i Trondheim, Fredrikstad Fæstning (Gamlebyen) i Fredrikstad og ruinparken ved Tunsberghus.
Den norske kultur er formet af landets spredte befolkning, barske klima og relative isolation fra resten af Europa. Derfor adskiller Norge sig fra mange andre europæiske lande ved at have færre pragtpaladser og slotte, mindre opdyrkede arealer og længere rejseafstande. Regionalt særpræget arkitektur, håndværk og kunst præsenteres i forskellige folkemuseer, typisk med et etnologisk perspektiv. Norsk Folkemuseum på Bygdøy i Oslo er det største af disse.

## Klima
Norge forbindes ofte med et klima som i Alaska eller Sibirien, primært fordi landet ligger på samme breddegrader. I virkeligheden er klimaet i Norge dog ofte mildere end forventet på grund af Golfstrømmen og varme luftstrømme. Længere fra kysten er vintrene koldere og med mere sne, mens somrene er milde og næsten uden luftfugtighed.

## Transport
Det norske vejnet dækker over 90.000 kilometer, hvoraf ca. 67.000 er asfalteret. Det inkluderer færgeforbindelser, talrige broer og tunneler samt flere fjeldovergange. Nogle af disse overgange er lukket om vinteren, og nogle kan også lukkes under vinterstorme. Med åbningen af Øresundsbroen og Storebæltsforbindelsen er Norge forbundet med det europæiske fastland via en sammenhængende vejforbindelse gennem Sverige og Danmark.
Jernbanenettet er 4.058 kilometer langt og forbinder de fleste større byer syd for Bodø. Det norske jernbanenet er også forbundet med det svenske jernbanenet. Oslo Lufthavn, Gardermoen er Norges vigtigste lufthavn med 26 millioner passagerer i 2024. De fleste byer og større bysamfund har nærliggende lufthavne, og nogle af de største har også internationale ruter. Kystfærgen Hurtigruten forbinder kystbyerne mellem Bergen og Kirkenes. Om sommeren besøges kystbyerne af mange udenlandske krydstogtskibe, hvor Bergen er den vigtigste krydstogthavn.

## Turister efter land
I 2015 besøgte 8.828.771 udenlandske turister Norge, hvilket var en 8,3 % forøgelse i forhold til året før, hvor der kom 8.154.436.
De ti lande med fleste turister i Norge var:
| Rang                               | Land                               | 2014      | 2015      |
| ---------------------------------- | ---------------------------------- | --------- | --------- |
| 1                                  | Tyskland                           | 1.388.978 | 1.459.908 |
| 2                                  | Sverige                            | 1.040.168 | 1.097.231 |
| 3                                  | Danmark                            | 741.241   | 749.517   |
| 4                                  | Storbritannien                     | 614.876   | 704.508   |
| 5                                  | Holland                            | 539.733   | 567.343   |
| 6                                  | USA                                | 397.801   | 425.295   |
| 7                                  | Frankrig                           | 301.889   | 326.866   |
| 8                                  | Kina                               | 176.767   | 287.153   |
| 9                                  | Spanien                            | 200.441   | 253.590   |
| 10                                 | Italien                            | 191.390   | 196.785   |
| Totalt antal internationale gæster | Totalt antal internationale gæster | 8.154.436 | 8.828.771 |

## Mest besøgte turistattraktioner
Innovation Norway, en statsfinansieret virksomhed der står for turisme, udgiver en årligt rapport med landets mest besøgte turistattakrioner, både inden for kultur og natur. I 2007-rapporten blev der listet 50 kulturattraktioner og 20 naturattraktioner, og de ti mest besøgte i hver kategori var:
| Rang | Attraktion                                     | Type                           | Placering          | Besøgende, 2007 |
| ---- | ---------------------------------------------- | ------------------------------ | ------------------ | --------------- |
| 1    | Fløibanen                                      | Jernbane                       | Bergen             | 1.131.707       |
| 2    | Holmenkollbakken og Skimuseet                  | Skihopbakke                    | Oslo               | 686.857         |
| 3    | Bryggen                                        | Brygge og historiske bygninger | Bergen             | 583.510         |
| 4    | Kristiansand Dyrepark                          | Forlystelsespark               | Kristiansand       | 532.044         |
| 5    | Tusenfryd                                      | Forlystelsespark               | Ås                 | 501.235         |
| 6    | Flåmsbanen                                     | Jernbane                       | Flåm               | 457.545         |
| 7    | Hadeland Glassverk                             | Glasværk                       | Jevnaker           | 431.400         |
| 8    | Fredrikstad fæstning, Fredrikstads gamle bydel | Fæstning og by                 | Fredrikstad        | 372.360         |
| 9    | Vikingeskibsmuseet                             | Museum                         | Oslo               | 314.560         |
| 10   | Hunderfossen Familiepark                       | Forlystelsepark                | Øyer - Lillehammer | 270.500         |

| Rang | Attraktion        | Type      | Placering              | Besøgende, 2006 |
| ---- | ----------------- | --------- | ---------------------- | --------------- |
| 1    | Vøringsfossen     | Vandfald  | Eidfjord               | 655.000         |
| 2    | Trollstigen       | Road      | Åndalsnes              | 563.331         |
| 3    | Kjosfossen        | Vandfald  | Flåm                   | 457.400         |
| 4    | Geirangerfjorden  | Fjord     | Geiranger              | 423.643         |
| 5    | Låtefossen        | Vandfald  | Odda, Hardanger        | 420.000         |
| 6    | Steinsdalsfossen  | Vandfald  | Norheimsund, Hardanger | 300.000         |
| 7    | Nærøyfjorden      | Fjord     | Aurland                | 297.038         |
| 8    | Briksdalsbreen    | Gletscher | Olden, Stryn           | 280.000         |
| 9    | Sognefjellsvegen  | Road      | Lom og Luster          | 253.953         |
| 10   | Atlanterhavsvejen | Vej       | Nordmøre               |                 |